# Frey Ramos
Frey Ramos (Cartagena, Bolívar, Colombia, 25 de abril de 1989) es un futbolista colombiano. Juega como volante central actualmente no tiene equipo.

## Trayectoria
Ramos está en Millonarios desde el 2007. Participó en el título del equipo albiazul en el Torneo de la Primera C del 2008.
En agosto de 2008 jugó en un partido amistoso que Millonarios perdió 3-4 frente al Barcelona de Ecuador en Toronto, Canadá.  Luego, hizo su debut en el equipo profesional en ese mismo mes, en un partido del Copa Colombia 2008.
Su debut la Primera A fue el 24 de octubre de 2009 en un partido el en que Millonarios venció 3-0 al Independiente Medellín en Bogotá, reemplazando a Omar Vásquez.
Ha jugado en varios partidos de la Copa Colombia y de la Categoría Primera A en el año 2010. En el mes de julio es finalizado su contrato con el club embajador.

## Clubes
| Club        | País     | Temporadas  |
| ----------- | -------- | ----------- |
| Millonarios | Colombia | 2008 - 2011 |

## Palmarés

### Campeonatos nacionales
| Título        | Club        | País     | Año  |
| ------------- | ----------- | -------- | ---- |
| Copa Colombia | Millonarios | Colombia | 2011 |